# PZL 26
PZL 26
チャレンジ 1934中のIgnacy Giedgowd のPZL.26 SP-PZM
- 用途：スポーツ機
- 製造者：PZL
- 初飛行：1934年
- 生産数：5機
- 運用開始：1934年
- 退役：1939年

PZL 26は、1934年にポーランドのPZLで製造されたスポーツ機である。国防省からの発注により、来るヨーロッパ・ツーリング機選手権1934年度大会用に特別に設計された。

## 設計と開発
PZL.26は、前回大会の1932年度大会用に製造されたPZL.19から開発された。PZL.19と同様にJerzy DąbrowskiとFranciszek Misztalにより設計された本機は固定式降着装置と密閉型キャノピーを持つ全金属製の片持ち式低翼単葉機であった。主翼と尾翼はPZL.19のものに小改良を施したものを流用していた。胴体、主翼と降着装置はより流線型にされ、強化されていた。最も大きな変更点は強力な米国製265 hpのメナスコ バッカニア（Menasco Buccaneer）B-6 S3エンジンを搭載した点であったが、この選択は失敗であることが分かった。1934年に5機が製造され、1機の試作機は静止テスト用に使用された。これらの5機には登録記号：SP-PZLからPZPまでが与えられた。

## 運用の歴史
製造されたPZL.26の5機全てが1934年8月28日から9月16日まで開催された1934年度大会に参加したが、9,538 kmのヨーロッパ周回長距離ラリーはエンジンに厳しく、エンジン故障のために3機（操縦士：Szczepan Grzeszczyk、Andrzej Włodarkiewicz、Jan Balcer）が完走できなかった。2年前のPZL.19での結果とほぼ同じであったが、Piotr Dudziński（SP-PZL）が11位、Ignacy Giedgowd（SP-PZM）は17位であった。Giedgowd機のエンジンは最高速度競技の途中で壊れてしまったが、完走した2機のラリー競技での平均巡航速度が2位と4位の211と213 km/hであったことは特筆に価する。
1934年秋にPZL.26のSP-PZMがパリ航空ショーに展示された。高出力の反面、信頼性不足と非常に高い燃料消費率により競技会の後はポーランドのスポーツ航空界ではあまり使用されなくなっていた。1936年7月1日にSP-PZL、-PZM、-PZNと- PZPは登録から外された。SP-PZOは第二次世界大戦前の1939年までトルンでポメラニアの航空倶楽部で使用された。おそらく他の1機もこの倶楽部で使用されていた。
1939年にJerzy Dąbrowskiは、イスパノ・スイザ製1100 hpのエンジンを搭載しPZL.26の構造を大幅に発展させた高速戦闘機のPZL.55の予備設計を行ったが、これは第二次世界大戦のため実現しなかった。

## 特徴
PZL.26は、金属構造で低翼単葉の通常の形式で、胴体は金属フレームの前部をジュラルミン、後部を羽布で覆っていた。楕円形の翼端をした台形の3分割の後方折畳み式主翼はジュラルミンで覆われ、自動スラットと分割フラップを備えていた。タンデム3座のキャビンは通常の多分割式キャノピーに覆われ、前2席には複式操縦装置を備えていた。尾橇式の固定降着装置の主車輪は流線型のカバーで覆われ、金属製2枚ブレード、主翼内と胴体内の小型燃料タンクを備えていた（180 l）。巡航時の燃料消費率は60 l/hであった。

## 要目
- 乗員：1名
- 乗客：2名（副操縦士／観測員を含む）
- 全長：7.5 m (24 ft 7.2 in)
- 全幅：10.42 m (34 ft 2.4 in)
- 全高：2.09 m (8 ft 0 in)
- 翼面積：16.34 m² (175.82 ft2)
- 翼面荷重：48.5 kg/m² ()
- 空虚重量：560 kg (1,234.8 lb)
- 全備重量：795 kg (1,752.97 lb)
- 最大離陸重量：1,005 kg (2,216 lb)
- 有効積載重量：445 kg (981.23 lb)
- 馬力重量比：3.2 hp/kg ()
- エンジン：1 × メナスコ バッカニア（Menasco Buccaneer）B-6 S3 空冷6気筒直列エンジン、265 hp 離昇()
- 最大速度：298 km/h (185.2 mph)
- 巡航速度：250 km/h (155.4 mph)
- 失速速度：<60 km/h (<37.2 mph)
- 巡航高度：5500 m (18040 ft)
- 航続距離：800 km (500 miles)
- 離陸距離：78 m (8 m柵越え)
- 着陸距離：80 m (8 m柵越えから)